# 島田ゆかり
島田 ゆかり（しまだ ゆかり、1979年3月21日 - ）は、日本の女優。宮崎県出身。血液型はA型。タレントオフィスともだち Tokyo所属。

## 人物
- 1995年頃より俳優としての活動を始める。端役・エキストラながら多数の舞台・映画・ドラマに出演。近年はバラエティ番組の企画に参加する機会が多い。
- 小柄な体格ながら、舞台やテレビ番組ではその発声の良さと演技力で小柄さを感じさせない。
- 一時、小田加奈子と2人で「しましまのかなかな」というユニットを組み、二人芝居の舞台公演なども行っていた（外部リンク参照）。
- 特技は、ダンス、極真空手（初段）、新体操、イラスト描画、バレエ。趣味は、ミッフィー&アンパンマン収集、格闘技観戦。好きな格闘家はエメリヤーエンコ・ヒョードルとミルコ・クロコップ。
- 準レギュラー的に出演しているバラエティ番組『『ぷっ』すま』（テレビ朝日系）では、女子高校生から花嫁の母といった幅広い年齢・役柄を演じ分ける。同番組で共演する俳優陣と共に、番組のコーナー名から通称「ビビリ劇団」と呼ばれており、島田はその副座長として扱われていた。
- ビビリ劇団の仲間によるライブ「滝川健と仲間たち」（2006年）では、悪役商会を相手に見事な殺陣を披露した。
- バラエティ番組『内村プロデュース』（テレビ朝日系）では、エキストラ出演でありながらその演技力を番組MCの内村光良に評価され、他の芸人たちを差し置いてポイントを獲得したことがある[1]。同番組から生まれたユニット、NO PLANのアルバム『LAST PLAN』に収録されている楽曲『ARIGATOU!』の中に島田の名が歌われている。

## 出演

### テレビ
- NHK大河ドラマ
  - 元禄繚乱 (1999年)
  - 葵 徳川三代 (2000年)
  - 北条時宗 (2001年)
- 永遠の1/2 愛の劇場、2000年、TBS）
- 駆落ち（2002年、NHK、第4回アジアフィルムフェスティバル参加作品）
- マイリトルシェフ（2002年、TBS）
- NHK金曜時代劇人情とどけます 〜江戸・娘飛脚〜（2003年、NHK）
- 内村プロデュース（2004年 - 2005年、テレビ朝日）
  - 内村プロデュース復活SP（2024年9月28日、テレビ朝日）
- 『ぷっ』すま（2004年 - 2018年、テレビ朝日）
- ジュピターショップチャンネル（2007年）
- バカヂカラ（東京MXテレビ）
- 乃木坂って、どこ?「乃木坂46花嫁検定」（2013年6月9日、テレビ東京）
- 日向坂で会いましょう「大女優へのあゆみ 今こそ演技力を磨きましょう!（2）」（2020年11月23日、テレビ東京）

### 映画
- 人間の翼（1995年、シネマクラフト）
- 透視する女　MOVIE　STORM（2000年、GAGA）
- BROTHER（2001年、オフィス北野）
- 殺し屋イチ（2001年、オメガコミット）
- チキン*ハート（2001年、オフィス北野）
- Returner（2001年、東宝）
- 黄泉がえり（2003年、東宝）
- 裏稼業“龍”RYOU（2008年、オフィス神楽）
- 内村さまぁ〜ず THE MOVIE エンジェル（2015年、東宝）- 居酒屋店員

### 舞台
- 千年夜物語（1998年）
- 毒薬と老嬢（1998年）
- FOREVER BLUE（1999年）
- 刑事失格（1999年）
- DRAGON（2002年、ショーGEKI大魔王）
- writers（「ゴーストライター　Go! straight!」「Slow & Hold」）（2003年、しましまのかなかな）
- 新撰組/維新士（2003年、ショーGEKI大魔王）
- 猿金 〜money, monkey, mo'money〜（2003年、しましまのかなかな）
- ウィングス（2004年、ショーGEKI大魔王）
- 幕末ノ丘（2006年、神田時来組）
- 夜も眠れず（2008年、Actor's Wiz）

### イベント・ライブ
- 小田原ウォーターフェスティバル『神奈川の水に乾杯!』（2001年、KIRIN）総合司会
- 滝川健と仲間たち（2006年）

### CM
- いのち・地球・未来（2000年、NHK）
- 資生堂 Za（2000年、海外向け作品）
- ミツカン 金の粒納豆（2001年）
- NTT西日本 マイラインプラス登録促進（2001年）
- NHK地域スタッフ募集キャンペーン（2001年、NHK）
- ECC外語学院 オーダーメイド編（2002年）
- アリコジャパン（2005年）

### ネット配信
- 内村さまぁ〜ず（2007年）